# Oculocytheropteron macropunctatum
Oculocytheropteron macropunctatum is een mosselkreeftjessoort uit de familie van de Cytheruridae. De wetenschappelijke naam van de soort is voor het eerst geldig gepubliceerd in 1988 door Whatley, Chadwick, Coxill & Toy.